# Epoxi

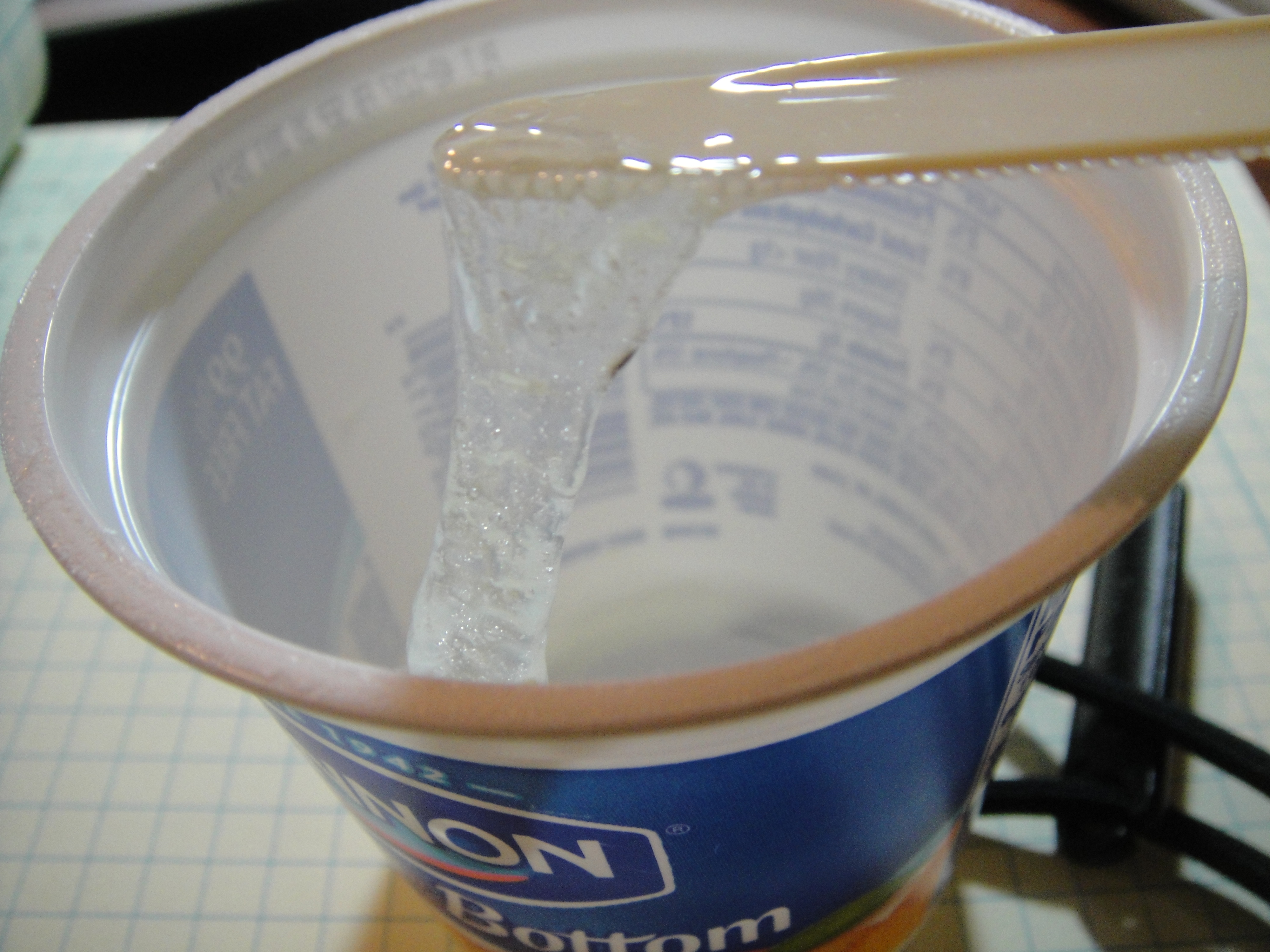
Blandning av epoxiharts med härdare.

Epoxi är en härdplast som polymeriserar med hjälp av en härdare och tillhör gruppen epoxiplaster. Vanliga härdare är diaminer.

## Tillverkningsmetoder
Epoxiharts finns i ett antal olika varianter där plasten baserad på reaktionsprodukten mellan Bisfenol-A och Epiklorhydrin är den vanligaste (DGEBA). Bisfenol-A kan även ersättas med Bisfenol-F för att tillverka en annan typ av epoxiharts med lägre viskositet (DGEBF). 
Genom att variera förhållandet mellan Bisfenol och Epiklorhydrin erhålls olika molekylvikter på det färdiga hartset. För DGEBA väger den kortaste molekylen 340 g/mol. Denna styrning är inte exakt utan medelmolekylvikt brukar vara det som anges för bruksvara.
Epoxiharts med medelmolekylvikt över 700 kallas högmolekylärt, och epoxiharts med medelmolekylvikt under 700 lågmolekylärt. Epoxihartser kan vara allergiframkallande, och det är just molekylvikten som avgör hur stor risken är. Ju högre molekylvikten är desto mindre är sannolikheten för allergi.
Materialet utvecklades av IG Farben i Tyskland 1939. Från början var epoxi avsett för limning av metaller och gjutning men har efterhand utvecklats till stor mångsidighet.

## Användning
Ett lågmolekylärt epoxiharts med medelmolekylvikt 380 är flytande vid rumstemperatur, medan ett epoxiharts med medelmolekylvikt 1000 är fast vid rumstemperatur. Det är molekylvikten som avgör vad epoxihartset kan användas till.
De lågmolekylära hartserna kan hanteras utan tillsats av lösningsmedel som avdunstar och används därför till gjutningar, tjocka beläggningar, spaltfyllande lim etc.
De högmolekylära epoxihartserna måste som regel lösas i organiska lösningsmedel för att vara hanterbara, vilket begränsar användningen till färg och lack.
Epoxiplast är transparent men kan färgas.
Generellt har epoxi mycket stor förmåga att häfta vid de flesta material. Detta genom molekylens egna vätande förmåga och därigenom låga ytspänning och att det vid härdningen sker en mycket ringa krympning. Krympningen är endast noterbar genom att plasten sjunker ihop något (ca 2–2,5 % på rent bindemedel).
Epoxiplast har en mycket hög mekanisk hållfasthet jämfört med övriga härdplaster.
En stor del av epoxiplasten används för att tillverka kompositer med olika fibrer, som t.ex. glasfiber och kolfiber.

## Härdning
För att överföra epoxihartset till epoxiplast fordras en reaktion med ett lämpligt ämne. Sådana ämnen benämns i detta sammanhang för härdare.
Exempel på ämnesgrupper som fungerar som epoxihärdare är: aminer, amider, syraanhydrider, imidazoler, bortrifluoridkomplex, fenoler, merkaptaner och metalloxider.
För härdning vid rumstemperatur används i huvudsak aminer och amider samt i viss mån merkaptaner. De övriga härdartyperna behöver som regel temperaturer över +150 °C för att reagera med epoxin.
Reaktionen mellan ett epoxiharts och en härdare är en irreversibel polyaddition, d.v.s. inga biprodukter bildas, och epoxiplasten kan inte sönderdelas i epoxiharts och härdare. Reaktionen är exoterm, vilket betyder att värme frigörs. Beroende på vilken typ av härdare man använder kan man få mycket stor skillnad i reaktionshastighet. Detta har stor praktisk betydelse vid arbete med epoxi. Den tid man har på sig att förbruka en blandning av epoxiharts och härdare benämns potlife. Beroende på blandningens reaktivitet, kan potlife variera från några sekunder till flera år.

## Formuleringar
Epoxiharts kan användas för att formulera många olika typer av slutprodukter. Allt från lim till golvbeläggningar. Tillsatser som reaktiva spädmedel gör också att andelen reaktivt i formuleringen ökar och andelen mjukgörare minskar. Genom formulering kan egenskaper så som elasticitet, viskositet, hållfasthet, härdningstid, temperaturkänslighet, blandningsförhållande, kemikaliebeständighet, värmebeständighet, vatten- och diffusionstäthet samt hälsovådlighet ändras inom ett stort spektrum.

## Hälsorisker
Epoxiharts kan ge allergi vid hudkontakt, därför skall man alltid ombesörja att sådan inte kan uppstå. Skulle det ändå bli hudkontakt skall epoxi tvättas bort med tvål och vatten. Lösningsmedel riskerar endast att föra in kemikalien i huden och öka risken för allergi.
Att bearbeta fullt uthärdad epoxiplast (normalt 7 dygn vid 20 °C) medför inga risker om blandningsförhållandet är följt och blandningen är korrekt gjord. Att bearbeta epoxi som inte är fullt uthärdad kan medföra en risk då dammet till viss mån fortfarande är reaktivt.
Härdarna i form av diaminer är överlag frätande och ögonkontakt skall undvikas.

## Vanliga användningsområden
- Lim
- Färger
- Gjutharts
- Isolering av elkomponenter
- Lacker
- Laminat
- Ytbeläggning
- Båtskrov
- Kretskort